# Мурсі (народ)
Мурсі — нілотська етнічна група, що проживає на південному заході Ефіопії. В основному населяють територію в долині річки Омо, в регіоні Південних національностей, народностей і нарадів поблизу кордону Кенії. Згідно з національним переписом 2007 року кількість представників народу становила 7500 осіб, наразі за різними оцінками становить близько 10 тисяч осіб. Мурсі розмовляють мовою, яка належить до сурмійської групи ніло-сахарської макросім'ї.

## Традиції та матеріальна культура
Дві відмінні риси їхнього суспільства, за якими вони стали відомі світу, — це церемоніальні дуелі (sagine) та великі глиняні диски (debhinya), які жінки носять на нижній губі під час ритуальних танців.  Жінки самостійно розфарбують глиняні диски, використовуючи національні візерунки.

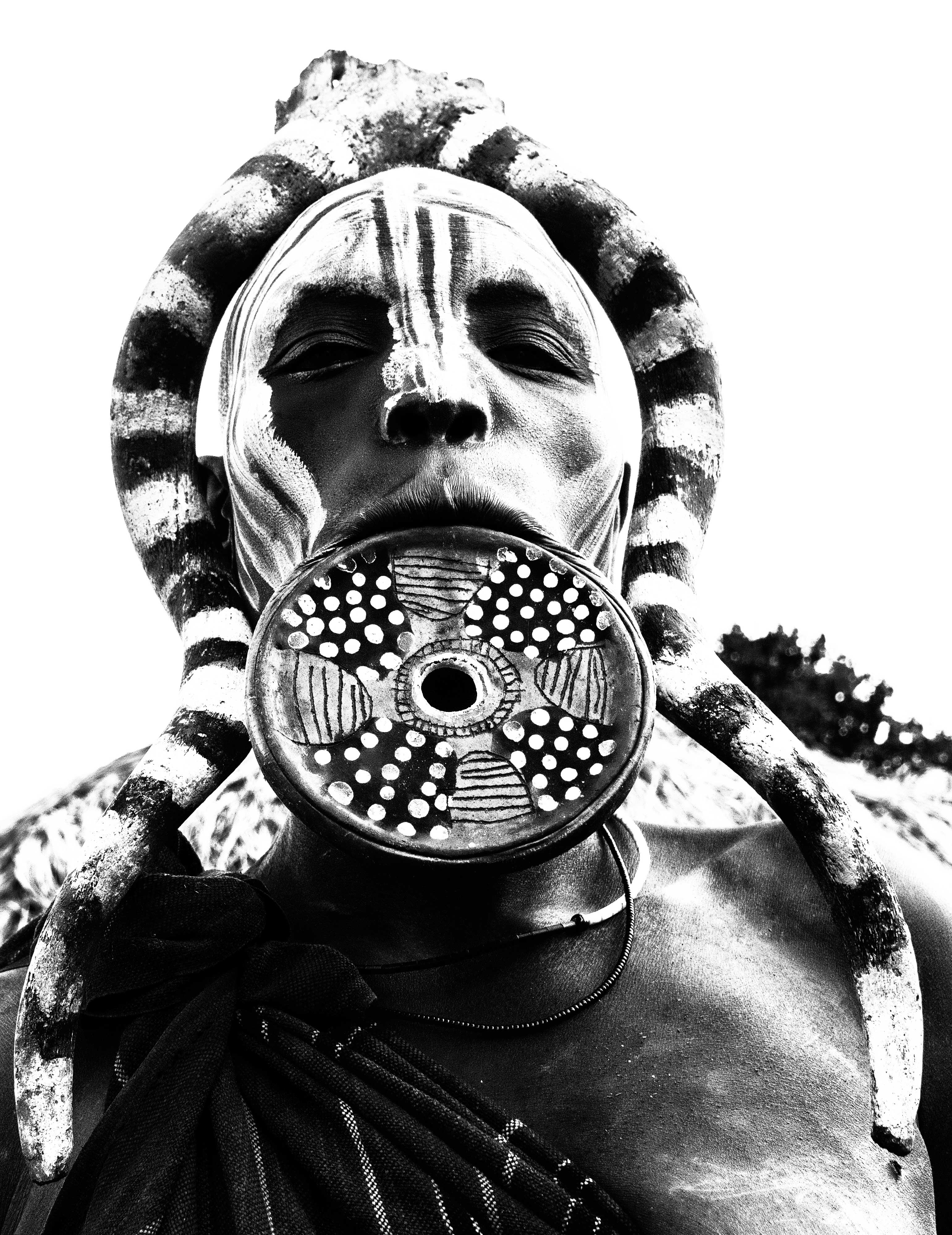
Жінка мурсі, яка має розписаний глиняний диск у губі

Губний пірсинг є вираженням соціальної дорослості жінки. Дівчинці проколює губу її мати або інша жінка з її місцевої громади, коли їй виповнюється близько 15 років. Спочатку використовують маленькі дерев'яні розтяжки, поступово розтягуючи прокол. Аби уникнути зараження, мурсі використовують знезаражувальні рослинні мазі. Весь процес нагадує установку тунелів.
У чоловіків мурсі є вікові класи. Одружені жінки мають той самий віковий статус, що й їхні чоловіки.

## Мова
Мурсі розмовляють мовою мурсі, яку відносять до мов ніло-сахарської групи.
У мові є два написання, які засновані на ефіопському і латинському письмі відповідно, але довгий час мова була безписемною. Мовою мурсі користується також сусідній народ "чай", з якими мурсі можуть одружуватися. Однак чай та мурсі не вважають себе єдиним народом, попри спільну мову.

## Релігія та культура
Як і більшість східноафриканських скотарів-землеробів, мурсі вірять у вищі сили, які називають «Тумві». «Тумві» зазвичай мешкає на небі, але іноді проявляє себе як «частина неба» (ahi a tumwin), така як птах або веселка.
Основною релігійною посадою є посада жерця або Kômoru. Жрець є сполучною особою між громадою і богом і втілює добробут всієї групи. Особливо цей зв'язок проявляється в разі загрози посухи, голоду, хвороб і шкідників, здатних знищити врожай або принести шкоду худобі. Роль жерця полягає у здійсненні спеціальних обрядів, щоб викликати дощ, захистити худобу і людей від хвороб, запобігти нападу сусідніх племен, гарантувати родючість ґрунту і так далі. В ідеалі, щоб зберегти цей сакральний зв'язок з Богом, жрець ніколи не має покидати меж рідних земель.
Мурсі проповідують анімізм як релігію.

## Стосунки з сусідами
Північними сусідами мурсі є народ боді. У 1974 році, під час сильної посухи, мурсі і боді воювали за право населяти район Мара, який спочатку належав боді, але згодом був заселений мурсі.
Мурсі тримали свою худобу подалі від північних пасовищ, замість цього виводили її на східні околиці, тим самим захищаючи від сусідів, але, одночасно піддаючи можливості зараження від мух це-це, популяція яких була значна у цьому районі.
На додачу до посух та інших негативних факторів мурсі втратили десяту частину свого населення через громадянські війни.